# 9155 Verkhodanov
9155 Verkhodanov este un asteroid din centura principală de asteroizi.

## Descriere
9155 Verkhodanov este un asteroid din centura principală de asteroizi. A fost descoperit pe 18 septembrie 1982 la Observatorul de Astrofizică din Crimeea de Nikolai Cernîh. El prezintă o orbită caracterizată de o semiaxă mare de 3,09 ua, o excentricitate de 0,04 și o înclinație de 2,3° în raport cu ecliptica.